# Стихи Владимира Набокова, не вошедшие в сборники

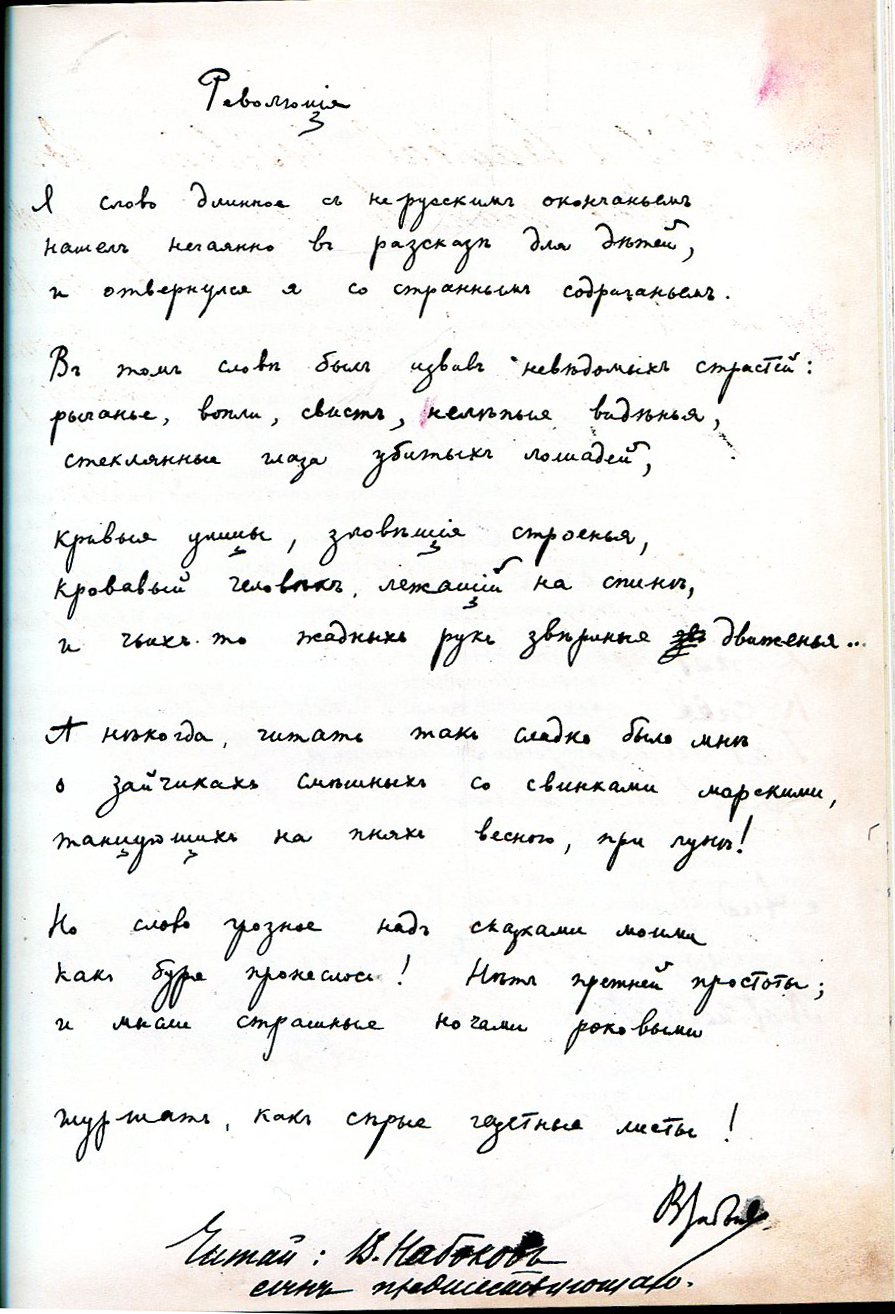
Автограф стихотворения "Революция" в альбоме "Чукоккала" с ремаркой К. И. Чуковского

Стихи В. В. Набокова, не вошедшие в прижизненные сборники. На протяжении жизни В. В. Набоков опубликовал несколько сборников стихов. Два сборника («Стихи, 1916» и «Два пути», второй в соавторстве с А. Балашовым) были опубликованы ещё в России.  В Берлинский период из печати вышли три сборника («Горний путь», «Гроздь» и «Возвращение Чорба» (последний включал, как стихотворения, так и рассказы). После эмиграции в 1940 году в США Набоков начал писать прозу на английском, но стихи продолжал писать, в основном, на русском. Новые стихи публиковались в сборниках, включавших и произведения, написанные им ещё до войны. Это  сборник «Стихотворения, 1929—1951»,  вышедший в Америке сборник «Poems and Problems», включивший как русские стихи, их переводы на английский, так и английские стихи, и даже шахматные задачи. В конце жизни Набоков подготовил своё основное собрание русских стихотворений, куда включил всё, по его мнению, достойное внимания. Сотни юношеских стихов в него не попали. Этот сборник («Стихи, 1979») был опубликован издательством Ardis уже после смерти писателя. Несмотря на столь обширное опубликованное в сборниках поэтическое наследие, многие стихи Владимира Набокова-Сирина увидели свет только в эмигрантской периодике или вообще никогда не печатались при жизни автора.
Представленный список безусловно со временем будет дополнен. Об объеме поэзии Набокова, никогда не издававшейся, дает представление оценка набоковеда М. Э. Маликовой — по её словам, за первые 12 лет творчества, с 1914 по 1926 год, Набоков-Сирин написал более 1000 стихотворений, из которых только около четырёхсот были опубликованы. 
По словам составителей сборника "Набоков В. В. Стихотворения. Новая библиотека поэта. Большая серия. СПб.: Академический проект, 2002." значительное число рукописей никогда не публиковавшихся стихов остаются в архивах Набокова в Нью-Йоркской публичной библиотеке США (Berg Collection), в Библиотеке Конгресса США (Вашингтон) и в семейном архиве в Монтрё.

## Список стихов, не вошедших в прижизненные и итоговый сборники
- Прогулка с J.-J. Rousseau, январь 1917
- Зимняя ночь, март 1917[3]
- Революция, <29 сентября—6 октября 1917>[4]
- «Вечер тих. Я жду ответа…», 2 августа 1918
- Ялтинский мол[5]
- Фонтан Бахчисарая (В память Пушкина)[6]
- Россия  («Плыви, бессонница, плыви, воспоминанье…»), 5 (18) марта 1919
- Панихида, <1919>
- Беженцы, 13 мая 1920
- Поэт («Являюсь в  черный  день родной моей  земли...»)[7]
- России («Не предаюсь пустому  гневу...»)[7]
- Тихая осень, <20 февраля 1921>
- «Был крупный дождь. Лазурь и шире и живей…», <20 февраля 1921>
- Родина («Как весною мой север призывен!»), <27 марта 1921>
- Моя весна, <1 мая 1921>
- Петербург («Так вот он, прежний чародей»), <17 июля 1921>
- «Давно ль — по набережной снежной…», <1921>
- Храм, <4 декабря 1921>
- «В переулке на скрипке играет слепой…» <7 декабря 1921>
- Ночь, <22 декабря 1921>
- «Мне снится: карлик я. Меня скрывают травы…» <1922>
- «Мы вернемся, весна обещала…» <Январь 1922>
- «Уста земли великой и прекрасной…» <Январь 1922>
- «Ночь бродит по полям и каждую былинку…»  <Январь 1922>
- «Шепчут мне странники ветры…» <Январь 1922>
- Петербург («Он на трясине был построен»), <Июнь 1922>
- Весна, <Июль 1922>
- Суфлер, <Октябрь 1922>
- Россия («Под окном моим, ночью, на улице»), <Ноябрь 1922>
- Снежная ночь, <3 декабря 1922>
- Невеста рыцаря, <3 декабря 1922>
- Пегас, <6 декабря 1922>
- Жук, <17 декабря 1922>
- Легенда о старухе, искавшей плотника, <24 декабря 1922>
- Петербург («Мне чудится в Рождественское утро»), <14 января 1923>
- Размеры. Глебу Струве, <Январь 1923>
- Гекзаметры. Памяти В. Д. Набокова, <30 марта> 1923
- На озере <22 апреля 1923>
- «Живи, звучи, не поминай о чуде…» <Июнь 1923>
- Родина («Когда из родины звенит нам»), <23 сентября 1923>
- «И в Божий рай пришедшие с земли…», <Ноябрь 1923>
- «Я где-то за городом, в поле…», 20 января 1923
- «И утро будет: песни, песни…», 30 января 1923
- Олень, <23 сентября 1923>
- Рождество, <25 декабря 1923>
- Ленинград, <23 марта 1924>
- Автомобиль в горах (Сонет), <20 апреля 1924>
- Подруга боксера, <11 мая 1924>
- Смерть Пушкина, <8 июня 1924>
- Петербург (цикл)

1. «Единый путь — и множество дорог», <24 августа 1924>
2. «Терзаем я утраченными днями», <24 августа 1924>
3. «Повеяло прошедшим… Я живу», <24 августа 1924>

- «Отдалась необычайно…» <24 сентября 1924>
- Три шахматных сонета (цикл)

1. «В ходах ладьи — ямбический размер», <30 ноября 1924>
2. «Движенья рифм и танцовщиц крылатых», <30 ноября 1924>
3. «Я не писал законного сонета», <30 ноября 1924>

- Великан, 13 декабря 1924
- Плевицкой, <3 января 1925>
- «Пою. Где ангелы? В разлуке…», <1 апреля 1925>
- Изгнанье, <14 июня 1925>
- Рай, <26 июля 1925>
- Путь, <13 декабря 1925>
- Шахматный конь, <23 октября 1927>
- Университетская поэма, <Декабрь 1927>
- Расстрел («Небритый, смеющийся, бледный»), <20 декабря 1927>
- Разговор, <14 апреля 1928>
- Оса, <24 июня 1928>
- Толстой, <16 сентября 1928>
- Отрывок из поэмы «Бабочки» (Махаон) <1928>[a]
- Пробуждение, <Январь 1931>
- Русалка. Заключительная сцена к пушкинской «Русалке», <Февраль 1942>
- «Минуты есть: „Не может быть“, — бормочешь…», 27 декабря 1953[10]

## Комментарии
1. ↑  Так в оригинале, но такой поэмы не существует. Обнаружено в 1977 году Терри Майерсом в Калифорнии, в г. Беркли на фронтопсисе книги "Король, дама, валет", подаренной Николаю Ивановичу Кардакову Набоковым.[8]. Условно датируется 1928 годом — "Король, дама, валет", книга на которой обнаружена запись стихотворения, была опубликована 23 сентября 1928 г.[9]